# Belbello da Pavia

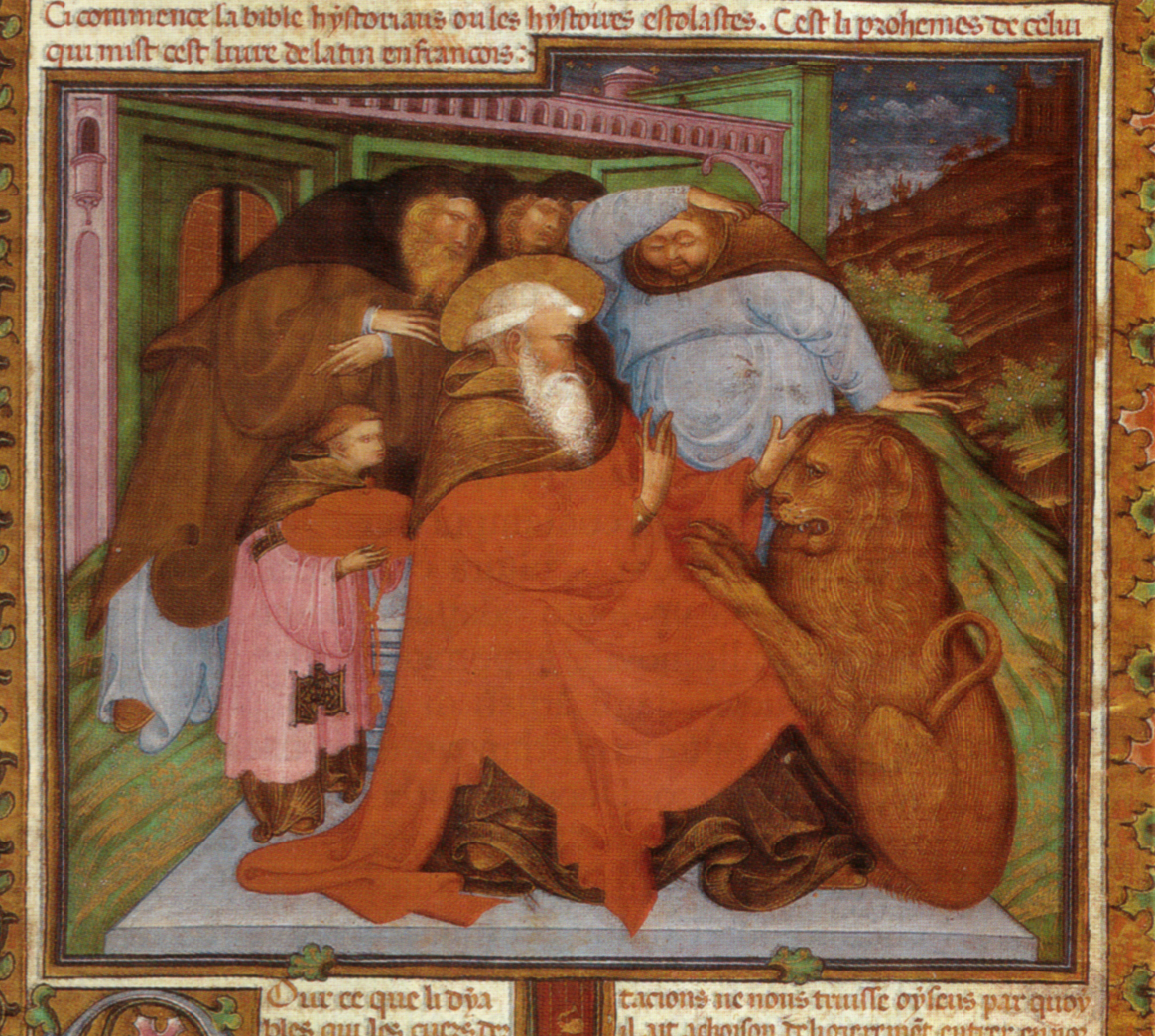
Heiliger Hieronymus, aus der Bibel von Niccolò d’Este (1431–34), Vatikanische Apostolische Bibliothek

Belbello da Pavia, auch Luchino Belbello da Pavia (* unbekannt in Pavia; † woh um 1470), war ein italienischer Miniaturist und Maler, der zwischen 1430 und 1470 aktiv war.

## Biografie
Belbellos Karriere und Persönlichkeit blieb bis Anfang des 20. Jahrhunderts unbekannt. Schließlich identifizierten ihn zwei Kunstwissenschaftler, zuerst Pietro Toesca und dann Guglielmo Pacchioni, indem sie ihm durch stilistische Untersuchungen Werke zuschrieben.
Er war einer der Künstler im Atelier der Miniaturisten in Pavia und für die Visconti, die Gonzaga sowie andere italienische und europäische Höfe tätig.
Seine künstlerischen Tendenzen richteten sich nach der lombardischen Strömung von Giovannino de’ Grassi und Michelino da Besozzo sowie mit Blick auf die französische Miniatur.
Zu seinen ersten Werken gehörte der zweite Teil des Offiziolo Visconti, in dem Belbello das von Giovannino de’ Grassi begonnene und aufgegebene Werk fortsetzen und mit einer ungewöhnlichen farblichen Fantasie bereichern musste.
Anschließend fertigte er im Auftrag von Maria von Savoyen (1432) das Brevier und die Estense-Bibel (1434) an, die einen originellen Ausdruck und eine eher bewegte Erzählweise aufweist.
Die Hauptwerke seiner Kunstfertigkeit waren jedoch der von Kardinal Bessarione in Auftrag gegebene Graduale und das Missale Romanum für den Dom von Mantua, in dem die Formen mit den an die barocken Tendenzen erinnernden Wirkungen eine größere Fülle annehmen.
Er fertigte illuminierte Manuskripte für die bedeutendsten Auftraggeber Norditaliens in einem originellen Stil, der von der grotesken und ausdrucksstarken Art der internationalen Gotik inspiriert war.
So malte er in den Miniaturen der Bibel des Niccolò d‘Este (1431–1434) imposante und feste Figuren, aber mit flüssigen und verformten Linien, übermäßigen Gesten und leuchtenden und wechselnden Farben. Belbello blieb diesem Ausdruck während seiner langen Karriere bis etwa 1470 treu.

## Werke
- Offiziolo des Filippo Maria Visconti, im Auftrag von Gian Galeazzo Visconti (begonnen von Giovannino de’ Grassi im Jahr 1401 und von Belbello 30 Jahre später fertiggestellt), Biblioteca Nazionale Centrale di Firenze
- Einige Miniaturen des Gebetsbuches von Maria von Savoyen (1432–1435), mit Meister der Vitae Imperatorum, Bibliothek von Chambéry
- Segnender Jesus, Miniatur des Buchstabe A eines Antiphonale (1467–1470), 18 × 15,5 cm, J. Paul Getty Museum, Los Angeles.
- Verkündigung (1450–1460), Tempera und Gold auf Papier, 58,9 × 42,5 cm, National Gallery of Art, Washington.
- Gott erschafft Vögel und Tiere, 30 × 41 cm
- Adam und Eva, 30 × 41 cm,
- Estense-Bibel (ca. 1434) und Missale des Domes von Mantua (1461), Biblioteca Apostolica Vaticana, Rom.
- Acta Sanctorum, Biblioteca Nazionale Braidense, Mailand
- Psalter, Ms. 15114, British Library, London
- Missale für Barbara von Brandenburg, Missale Romanum für Gonzaga, Museo diocesano, Mantua
- Heiliger mit einem Buch, Miniatur des Buchstaben Q, aus der zweiten Hälfte des 19. Jahrhunderts, aufbewahrt im Museo civico Amedeo Lia von La Spezia.